# Pearl (film, 2022)
Pour les articles homonymes, voir Pearl.
Série X
X
(2022) MaXXXine
(2024)
Pour plus de détails, voir Fiche technique et Distribution.
Pearl est un film d'horreur américain coécrit et réalisé par Ti West et sorti en 2022.
Deuxième volet d'une trilogie entièrement réalisée par West, il s'agit d'une préquelle du film X (2022). Tourné immédiatement après la fin de la production du premier film, il suit le personnage de Pearl, l'antagoniste de X, et explore ses origines. Mia Goth y reprend le rôle et participe également à l'écriture du scénario.
Le film se déroule en 1918, alors que la Première Guerre mondiale est en cours. Pearl (Mia Goth) habite dans la ferme familiale, en pleine campagne. La jeune femme se sent prisonnière d'une existence contrainte, pauvre et sous le joug d'une mère autoritaire et dévote. D'autant plus qu'elle doit s'occuper de son père réduit à l'état de légume à la suite d'une attaque cérébrale. Pearl rêve d'une vie glamour comme dans les films qu'elle regarde. Néanmoins, une série d'événements va doucement la faire sombrer.
Présenté en avant-première à la Mostra de Venise 2022, le film reçoit un accueil critique majoritairement positif, principalement pour la performance de Goth.

## Synopsis
En 1918, Pearl est une jeune fille issue d'une famille d'immigrés allemands, vivant dans une ferme au Texas, pendant que Howard, son mari, sert l'armée américaine dans la Première guerre mondiale. Le père de Pearl est infirme et paralysé et Ruth, sa mère, stricte, insiste pour qu'elle s'occupe de la ferme et de son père, la famille étant isolée pour se protéger de la grippe espagnole. Pearl veut devenir danseuse et star de cinéma, ce que sa mère désapprouve, et est ennuyée de l'isolation. Elle montre également des signes de sociopathie : elle abuse de son père en secret et tue des animaux qu'elle donne à Theda, un alligator.
Un jour, alors qu'elle est en ville, Pearl fait la rencontre d'un projectionniste. De retour chez elle, Pearl continue de montrer des signes de troubles mentaux quand elle danse puis se masturbe avec un épouvantail. Lors du dîner, Ruth réprimande Pearl pour son comportement et la prive de nourriture.
Pearl apprend par Misty, sa belle-sœur, qu'une audition de danse pour une troupe a lieu et voit cette occasion comme l'opportunité de partir de la ferme. Plus tard, elle rend visite au projectionniste, qui lui diffuse le stag film A Free Ride et l'encourage à poursuivre ses rêves, ce que Pearl ne peut pas faire sans abandonner sa famille, avant de souhaiter la mort de cette dernière.
Ce soir-là, Ruth et Pearl se disputent quand la mère apprend à sa fille qu'elle sait qu'elle va au cinéma. Pearl avoue vouloir auditionner et demande la permission de Ruth, qui décrit sa fille comme son plus grand échec. Lors de l'altercation qui s'ensuit, les vêtements de Ruth prennent feu et Pearl l'arrose d'eau bouillante avant de la traîner à la cave, laissant son père seul dans la maison, et de fuir vers le cinéma, où elle fait l'amour avec le projectionniste.
Le matin suivant, le projectionniste conduit Pearl chez elle pour se préparer pour l'audition. Il est cependant dérangé par son comportement agité et un cochon de lait pourri laissé par la belle-mère de Pearl la veille. Alors qu'il essaie de partir, Pearl s'enrage, se sentant abandonnée, et le tue avec une fourche. Elle pousse sa voiture dans l'étang et Theda dévore le corps. Pearl s'habille avec l'une des robes Belle Époque de sa mère et habille son père avec un costard avant de l'étouffer à mort avec une taie d'oreiller.
Pearl arrive à l'église pour l'audition. Elle pense être prise, mais le jury la réprouve, ne la trouvant pas assez jeune, blonde et typique américaine. Misty la raccompagne chez elle et Pearl se confesse sur sa rancœur pour son mari, son penchant pour le meurtre et l'assassinat de ses parents et du projectionniste. Elle force ensuite Misty à dire qu'elle a gagné l'audition. Alors que Misty tente de partir, Pearl la pourchasse et la tue avec une hache.
Pearl démembre Misty puis va dans la cave et s'allonge près du corps de sa mère. Elle décide de se repentir de ses crimes en créant un foyer pour Howard. Celui-ci revient quelque temps plus tard et est accueilli par les corps en décomposition des parents de Pearl autour d'un festin pourri. Pearl accueille son mari, horrifié, avec un sourire forcé et pénible, lui disant qu'elle est heureuse qu'il soit rentré à la maison.

## Fiche technique
Sauf indication contraire, les informations mentionnées dans cette section peuvent être confirmées par la base de données cinématographiques IMDb,  présente dans la section « Liens externes ».
- Titre original : Pearl
- Réalisation : Ti West
- Scénario : Ti West et Mia Goth
- Musique : Tyler Bates et Timothy Williams
- Direction artistique : Ben Milsom
- Décors : Tom Hammock
- Costumes : Malgosia Turzanska
- Photographie : Eliot Rockett
- Montage : Ti West
- Production : Ti West, Jacob Jaffke, Kevin Turen et Harrison Kreiss
  - Production déléguée : Scott Mescudi, Dennis Cummings, Ashley Levinson, Sam Levinson, Karina Manashil et Peter Phok
- Sociétés de production : Little Lamb et Mad Solar Productions
- Sociétés de distribution : 
  - États-Unis : A24
  - Québec : VVS Films
  - France : Universal Pictures
- Budget : 1 million de dollars[1]
- Pays de production :  États-Unis
- Langue originale : anglais
- Format : couleur — 2,39:1
- Genre : horreur, psychologique
- Durée : 102 minutes
- Dates de sortie :
  - Italie : 3 septembre 2022 (Mostra de Venise 2022)
  - États-Unis, Canada et Québec : 16 septembre 2022
  - France : 9 avril 2023 (Hallucinations collectives, à Lyon)[2] ; 16 juillet 2023 (directement en vidéo)
  - Suisse : 1er juillet 2023 (Festival international du film fantastique de Neuchâtel)
- Classification :
  - États-Unis : R - Restricted (interdit aux moins de 17 ans non accompagné d'un adulte)
  - Québec : interdit aux moins de 13 ans
  - France : interdit aux moins de 12 ans

## Distribution
- Mia Goth (VF : Jacqueline Berces ; VQ : Geneviève Bédard) : Pearl Douglas
- David Corenswet (VF : Julien Allouf ; VQ : Jean-Philippe Baril Guérard) : le projectionniste
- Tandi Wright (VF : Catherine Collomb ; VQ : Marika Lhoumeau) : Ruth
- Matthew Sunderland (en) (VF : Jérôme Keen) : le père de Pearl
- Emma Jenkins-Purro (VF : Amandine Vincent ; VQ : Roxane Tremblay-Marcotte) : Mitsy Douglas
- Amelia Reid-Meredith (VF : Nathalie Bienaimé) : Margaret Douglas
- Alistair Sewell (VF : Jean-Pierre Leblan) : Howard Douglas

 Source et légende : version québécoise (VQ) sur Doublage.qc.ca et version française (VF) via le carton de doublage du film sur l'édition Blu-Ray française.

## Production

### Genèse et développement
Ti West commence à travailler sur le script durant la production de X. Il développe alors l'histoire avec l'interprète du personnage, Mia Goth. Ti West a dévoilé qu'il ne voyait pas le scénario comme un potentiel film mais qu'il pensait simplement à l'utiliser afin d'apporter du matériel à Goth pour l'aider avec le rôle dans X.
Voulant continuer de travailler malgré l'impact de la pandémie de Covid-19 sur l'industrie cinématographique, Ti West décide de démarrer la production immédiatement après la fin de celle de X. Il présente l'idée d'une potentielle franchise à A24 qui valide et l'autorise à lancer le projet. Alors que X  s'inspirait de la franchise Massacre à la tronçonneuse et des films de Mario Bava, Ti West décrit Pearl comme un mélodrame qui rencontre Mary Poppins et les films de Douglas Sirk.

### Attribution des rôles
Lors de l'annonce du film, il est confirmé que Mia Goth reprend son rôle de Pearl. En juillet 2022, il est dévoilé que David Corenswet, Tandi Wright, Matthew Sunderland et Emma Jenkins-Purro tiennent des rôles dans le film.

### Tournage
Le tournage a lieu juste après la fin de celui de X. Il se déroule également en Nouvelle-Zélande. Pour Pearl, Ti West a dû rapidement trouver une nouvelle équipe. Il a donc engagé la majorité de l'équipe de tournage du film Avatar : La Voie de l'eau, dont le tournage se déroulait au même endroit et était en pause à ce moment.

## Accueil

### Critique
Aux États-Unis, le film reçoit un accueil majoritairement positif de la part des critiques. Sur le site agrégateur de critiques Rotten Tomatoes, il obtient un score de 93 % de critiques positives, avec une note moyenne de 7,8/10 sur la base de 188 critiques positives et 15 négatives, lui permettant d'obtenir le label « Frais », le certificat de qualité du site. Le site Metacritic donne une note de 76⁄100 pour 39 critiques.
Le consensus critique établi par le site résume que le film montre « une nouvelle facette de l'univers de X, avec une performance brillante par Mia Goth ». Les spectateurs sondés par PostTrak lui ont donné un score positif de 75 %, avec 54 % qui le recommandent.

### Box-office
| Pays ou région | Box-office   | Date d'arrêt du box-office | Nombre de semaines |
| -------------- | ------------ | -------------------------- | ------------------ |
| États-Unis     | 9 423 445 $  | 3 novembre 2022            | 7                  |
| Mondial        | 10 139 416 $ | -                          | -                  |

## Distinctions

### Récompenses
- Festival international du film fantastique de Catalogne 2022 :
  - Meilleur réalisation pour Ti West
  - Meilleure actrice pour Mia Goth
- Boston Society of Film Critics Awards 2022 : Meilleure photographie (également pour X)
- Fangoria Chainsaw Awards 2023 : Meilleure performance dans un rôle principal pour Mia Goth
- Saturn Awards 2024 : Meilleur film indépendant

### Nominations
- Festival international du film fantastique de Catalogne 2022 : Meilleur film
- Chicago Film Critics Association 2022 : Meilleure actrice pour Mia Goth
- St. Louis Film Critics Association Awards 2022 :
  - Meilleur film d'horreur
  - Meilleure actrice pour Mia Goth
- San Francisco Film Critics Circle Awards 2023 : Meilleure actrice pour Mia Goth
- Austin Film Critics Association Awards 2023 : Meilleure actrice pour Mia Goth
- Seattle Film Critics Society Awards 2023 : 
  - Meilleure actrice dans un rôle principal pour Mia Goth
  - Meilleur méchant (également pour X)
- Online Film Critics Society Awards 2023 : Meilleure actrice pour Mia Goth
- Prix Bram-Stoker 2023 : Meilleur scénario
- Film Independent's Spirit Awards 2023 :
  - Meilleure performance dans un rôle principal pour Mia Goth
  - Meilleure photographie
- Critics' Choice Super Awards 2023 :
  - Meilleur film d'horreur
  - Meilleure actrice dans un film d'horreur pour Mia Goth
  - Meilleur méchant dans un film
- Fangoria Chainsaw Awards 2023 :
  - Meilleure film avec une sortie globale
  - Meilleur scénario
  - Meilleure photographie
  - Meilleur musique
  - Meilleurs costumes
- Saturn Awards 2024 :
  - Meilleur scénario
  - Meilleure actrice pour Mia Goth

### Sélections
- Mostra de Venise 2022 : hors compétition
- Festival international du film de Toronto 2022 : Midnight Madness
- Hallucinations collectives 2023 : en compétition[2]